# 海兰 (加利福尼亚州)
海兰（英語：Highland），是美国加利福尼亚州圣贝纳迪诺县下属的一座城市。建市于1987年11月24日，面积大约为18.76平方英里（48.6平方公里）。根据2010年美国人口普查，该市有人口53,104人。